# Gottfried Weilenmann
Gottfried Weilenmann (Amriswil, 29 marzo 1920 – Aldesago, 8 novembre 2018) è stato un ciclista su strada svizzero. Professionista dal 1945 al 1952, fratello di Leo Weilenmann anch'egli ciclista professionista e figlio di Gottfried Weilenmann Senior già nazionale olimpico svizzero nel 1924, ha ottenuto due affermazioni nel corso della sua carriera, entrambe nella natia Svizzera, il Tour de Suisse nel 1949 e i Campionati svizzeri nel 1952.

## Carriera
Dopo aver ottenuto diversi risultati rilevanti tra i dilettanti, fra cui la vittoria del campionato nazionale di categoria nel 1942 e il Campionato di Zurigo per dilettanti nel 1944, passò professionista nel 1945 come indipendente.
Proprio nel 1945 ottenne numerosi risultati, quasi tutti in Svizzera, dove fu secondo nella breve corsa a tappe A Travers Lausanne e si mise in luce come ciclista adatto alle prove in linea, chiudendo terzo al Tour du Lac Léman, quarto nella Zurigo-Losanna, quinto nel Tour du Nord-Ouest de la Suisse, settimo nei Campionati di Zurigo e decimo nel Campionato di Zurigo. Inoltre in Spagna raggiunse il secondo posto nel Circuito del Norte dove, pur non ottenendo successi, fu nelle tappe tre volte secondo e tre terzo.
Nel 1946 fu secondo nella Volta Ciclista a Catalunya e nel Gran Premio di Zurigo e terzo nella Zurigo-Losanna.
Nel 1947 partecipò al suo primo Tour de France, che chiuse al diciassettesimo posto, raggiungendo anche il terzo posto nella diciottesima tappa con arrivo a Vanesse; fu inoltre quarto nel Campionato di Zurigo e ottavo alla Volta a Catalunya, mentre nel 1948 ottenne fu terzo nel Giro del Lago Lemano.
Nel 1949 ottenne il suo primo successo da professionista al di fuori dei criterium, riuscendo infatti a vincere la classifica generale del Tour de Suisse. La stagione fu poi ricca di risultati: fu quinto nella Vienna-Granz-Vienna e al Tour de France ottenne ancora un terzo posto, nella diciottesima frazione che arrivava a Losanna, e nelle classiche svizzere fu terzo nel Campionato di Zurigo, secondo nel Giro del Ticino e nel Tour du Nord-Ouest de la Suisse, ottavo nella Zurigo-Losanna e fu quarto nei campionati svizzeri. Partecipò anche ai Campionati del mondo dove fu tredicesimo.
Nel 1950 fu terzo nei campionati nazionali e partecipò al suo primo Giro d'Italia, l'anno successivo partecipò ancora ai Campionati del mondo dove fu quindicesimo.
Nel 1952 ottenne la sua seconda e ultima vittoria da professionista, ancora in Svizzera, nei campionati nazionali in linea, terminò poi quinto nella Freccia Vallone e ottavo nella Liegi-Bastogne-Liegi, mentre al Tour de France fu terzo nella sesta tappa e secondo nell'ultima frazione con arrivo a Parigi dietro Antonin Rolland.
Partecipò nuovamente ai Campionati del mondo dove chiuse al secondo posto dietro il tedesco Heinz Müller.

## Palmarès
- 1942 (dilettanti)

Campionati svizzeri, Prova in linea
- 1944 (dilettanti)

Campionato di Zurigo
- 1949

Classifica generale Tour de Suisse
- 1952

Campionati svizzeri, Prova in linea

### Altri successi
- 1945

Criterium di Oerlikon
Criterium di Mendrisio
- 1946

Criterium di Moutier
Criterium di Carouge
- 1949

Criterium di La Chaux-de-fonds
- 1950

Criterium di Losanna
Criterium di Fribourg

## Piazzamenti

### Grandi Giri
- Tour de France

1947: 17º
1949: 39º
1950: 50º
1951: 50º
1952: 12º
- Giro d'Italia

1950: 45º
1952: 39º

### Classiche monumento
- Milano-Sanremo

1949: 115º
1951: 27º
- Liegi-Bastogne-Liegi

1952: 8º

### Competizioni mondiali
- Campionati del mondo

Copenaghen 1949 - In linea: 13º
Varese 1951 - In linea: 15º
Lussemburgo 1952 - In linea: 2º